# Aïn El Turc
Ne pas confondre avec Aïn-el-Turk, commune de la wilaya d'Oran
Ain El Turc ou Ain El Turk (en kabyle: Tala n Ṭṭerk), est une commune de la Wilaya de Bouira en Kabylie (Algérie).
La localité est constituée de 17 villages établis sur un territoire fertile d'une superficie de 40,79 km2. De fait, la majorité de ses habitants y vivent de l'agriculture. Annexée à la commune mère de Bouira après l'Indépendance, Aïn El Turc a été érigée en commune lors du dernier découpage administratif de fin 1984.

## Géographie
Aïn El Turc est une municipalité située à 8 km au nord-ouest du chef-lieu de la wilaya de Bouira. Elle est limitée du côté nord-est par la commune d'Ath Laziz et au nord par Aomar, au nord-ouest par celle de Djebahia.

| Djebahia                     | Aomar         | Aomar     |
| El Mokrani et Souk El Khemis | Aïn El Turc   | Aït Laziz |
| Aïn Bessem                   | Aïn El Hadjar | Bouira    |

## Histoire
Étant située dans la plaine, cette zone a constitué un endroit de répit aux Janissaires (soldats ottomans) assurant la liaison entre Alger et Constantine où était établi Ahmed Bey El Mamlouk.
Actuellement, la localité garde encore son caractère stratégique d'une part du fait de sa périphérie avec le chef-lieu de la wilaya et d'autre part car elle constitue une zone d'extension naturelle de la ville de Bouira.

## Toponymie
Composée de deux mots, Aïn, signifiant source, et Turc, l'appellation a été donnée par les populations autochtones à l'époque turque, et signifie donc littéralement « la fontaine des Turcs ».